# Jalubí
Jalubí település Csehországban, a Uherské Hradiště-i járásban. Jalubí Modrá, Zlechov, Velehrad, Staré Město, Huštěnovice és Traplice településekkel határos. Lakosainak száma 1804 fő (2024. január 1.).

## Népesség
A település lakosságának változását az alábbi diagram mutatja:
| Lakosok száma | 1334 | 1430 | 1880 | 1943 | 1812 | 1739 | 1830 | 1806 | 1809 | 1804 |
|               | 1869 | 1890 | 1921 | 1950 | 1980 | 2001 | 2017 | 2019 | 2022 | 2024 |